# Jetřichovice
Jetřichovice är en ort i Tjeckien.   Den ligger i distriktet Okres Děčín och regionen Ústí nad Labem, i den norra delen av landet, 80 km norr om huvudstaden Prag. Jetřichovice ligger 225 meter över havet och antalet invånare är 390.
Terrängen runt Jetřichovice är kuperad söderut, men norrut är den platt. Jetřichovice ligger nere i en dal.Runt Jetřichovice är det ganska glesbefolkat, med 42 invånare per kvadratkilometer. Närmaste större samhälle är Děčín, 14,8 km sydväst om Jetřichovice. I omgivningarna runt Jetřichovice växer i huvudsak barrskog.